# 桑迪諾市

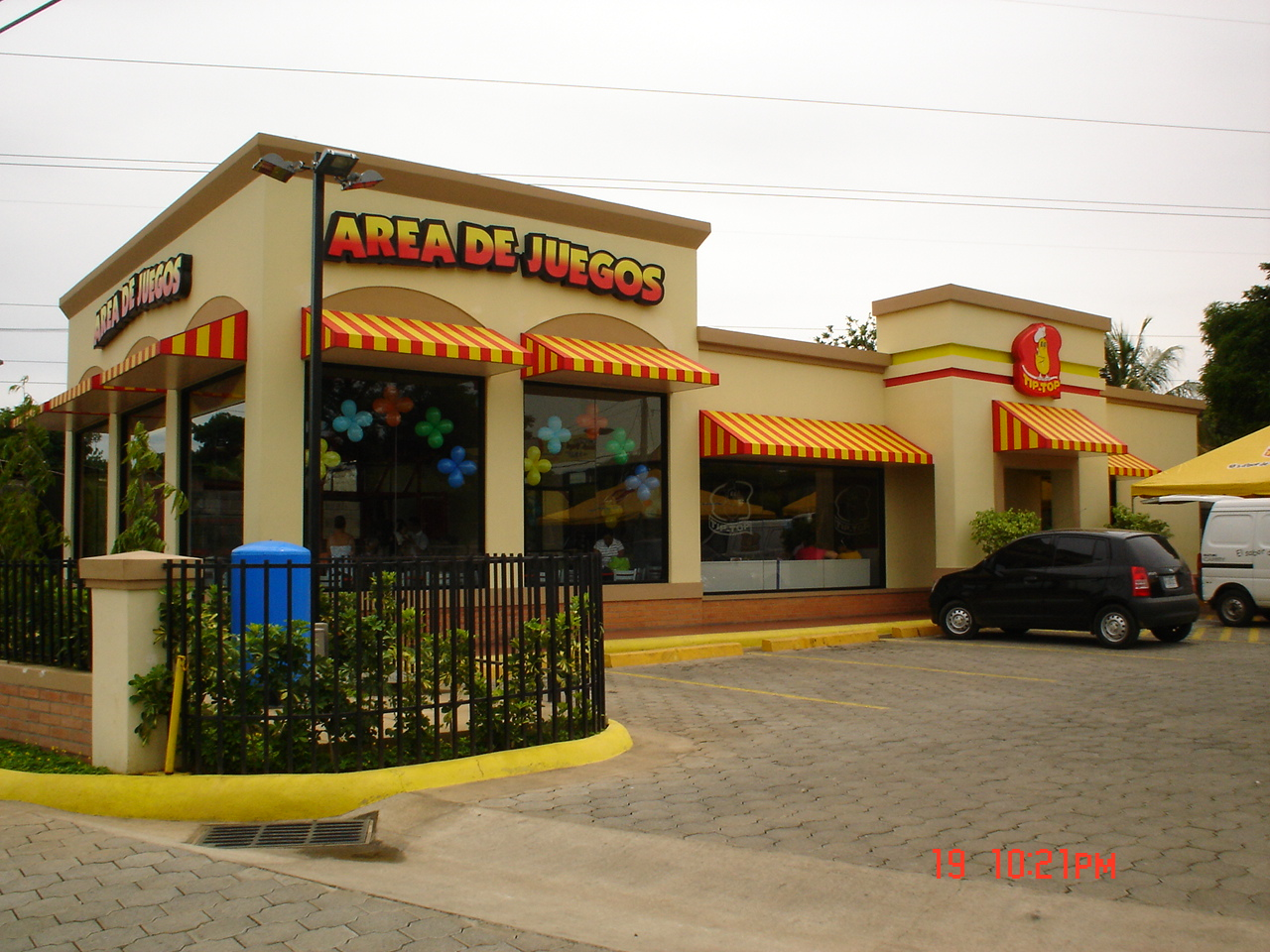
桑迪諾市

桑迪諾市（西班牙語：Ciudad Sandino），是尼加拉瓜的城鎮，位於該國西部，由馬納瓜省負責管轄，始建於1969年，面積51平方公里，海拔高度123米，2005年人口75,083，人口密度每平方公里1,472.22人。
12°9′55″N 86°21′28″W / 12.16528°N 86.35778°W